# Ікша (смт)
Ікша́ (рос. Икша) — селище міського типу у складі Дмитровського міського округу Московської області, Росія.

## Населення
Населення — 3738 осіб (2010; 3721 у 2002).